# Laurent Pinon
Laurent Pinon, mort en 1449, était un religieux et prélat français du XVe siècle, évêque de Bethléem puis d'Auxerre.
Il est le premier religieux devenu évêque d'Auxerre après que cette charge ait été occupée par des laïcs pendant plus de 250 ans.

## Biographie
Laurent Pinon étudie chez les dominicains de la rue Saint-Jacques à Paris. De là il est envoyé à Reims comme lecteur en théologie. Il est confesseur de Philippe le Bon lorsqu'il est nommé évêque de Bethléem vers 1420 selon Lebeuf, ou en 1422[réf. souhaitée].
Vers cette époque il publie un traité de l'origine des seigneuries et de la division des États. C'est peut-être ce livre qui a été présenté au duc de Bourgogne par un évêque de Bethléem, sous le titre de Traité de la Puissance Temporelle ; mais le père Echard laisse penser que Laurent Pinon s'est contenté de faire une traduction française de l'ouvrage de l'évêque de Meaux Durand de Saint-Pourçain, un traité écrit en latin sur la puissance temporelle des rois.

### Évêque d'Auxerre

#### Élection contestée, installation, serment, hommages
L'épiscopat d'Auxerre a été occupé par des laïcs depuis plus de 250 ans, quand le duc de Bourgogne Philippe III décide de faire nommer son confesseur à la tête de cet évêché, qui borde son duché du côté de la France. Il écrit dans ce sens au pape Eugène IV, de façon assez poussée semble-t-il car la réponse du pape à Philippe III datée du 15 juillet 1433 indique l'insistance de Philippe pour faire nommer un évêque qui lui agrée, et que c'est pour cette raison que le pape nomme Laurent Pinon. Une certaine confusion entoure la date de translation de Laurent Pinon depuis l'évêché de Bethléem à l'évêché d'Auxerre : le registre du Vatican donne le 31 mai 1432 comme date de translation, et 22 avril 1433 pour la date d'élection, ce qui inverse l'ordre de déroulement de la procédure,.
Philippe III intervient encore quand Hugues des Noës, doyen du chapitre d'Auxerre, cite Laurent Pinon devant le concile de Bâle ; d'après Lebeuf Hugues des Noës se présente comme concurrent à l'évêché d'Auxerre ; ce qui implique qu'il conteste la nomination papale. Or le contexte politique est particulièrement volatile : Eugène IV se débat depuis 1431 dans le sévère conflit (qu'il finit par perdre et qui fera d'Avignon le siège d'une papauté pendant plus de 100 ans) entre lui et les évêques du concile de Bâle. Philippe III, qui veut garder son confesseur comme évêque à sa frontière, contre les visées de Hugues des Noës ; il écrit le 26 avril 1433 aux évêques du concile de Bâle une lettre habile où, mentionnant le récent transfert de son évêque par le pape, il ne se prévaut pas de la volonté papale mais de ses propres nécessités politiques pour demander le maintien de Laurent Pinon : il « espérait qu'ils (le concile) n'infirmeraient point la disposition du  Pape, parce qu'autrement cela serait préjudiciable à la ville qui était de son domaine ». 
Le 21 décembre 1433 Laurent Pinon est à Dijon, bénissant la nouvelle église succursale de Saint-Nicolas construite par le bailli de Dijon. Les titres de cette période le citent bien comme évêque d'Auxerre. Mais il fait son entrée solennelle dans Auxerre plus de un an après. Entre-temps, le 29 juin 1433 le clergé d'Auxerre écrit au concile de Bâle pour demander l'exemption de certaines taxes sous peine d'avoir à abandonner les services des églises comme trop onéreux : la guerre Bourguignons/Anglais contre royaume de France a ruiné le pays.
Début 1434 le nouvel évêque convoque dûment ses vassaux pour la cérémonie d'entrée dans Auxerre, qui se déroule dans les premiers mois de 1435, qui selon Viole s'est déroulée le 14 mars. Quatre ans après il fait sa profession d'obéissance à son archevêque, l'archevêque de Sens Louis de Melun (1432-1474).
Hommages
Le seul hommage connu qu'il reçoit est celui pour la baronnie de Donzy, de Charles comte de Nevers. La cérémonie se déroule à Donzy, lors d'un voyage de retour de l'évêque depuis Cosne (Pinon ne manque pas de rappeler dans l'acte qu'elle aurait dû se dérouler à Auxerre et qu'il fait une grâce au comte en recevant l'hommage à Donzy).

Jean de Salazar, qui a acquis la baronnie de Toucy des héritiers du cardinal de Bar, se fait saisir le château de Toucy le 18 mai 1446 faute d'avoir rendu l'hommage correspondant - pourtant l'évêque lui donne des délais jusqu'en février 1448.

#### 1435: compagnon de voyage du duc, mais aussi son opposant
En 1435, il accompagne le duc de Bourgogne dans les Pays-Bas et est présent lors du traité d'Arras,,.
Ce traité offre à Philippe III de grands avantages dans le pays Auxerrois ; et dès cette même année il tente d'y lever des impôts. L'évêque s'y oppose pour ce qui concerne les terres de l'évêché et du chapitre ; si bien que Philippe doit déclarer qu'il n'agit pas en tant que duc de Bourgogne mais en vertu des droits royaux que lui donne le traité d'Arras.
Laurent Pinon doit faire de fréquents voyages aux « Pays-Bas » (à l'Iſle ou Bruges, c'est-à-dire en Belgique actuelle). Il y est en 1439 quand son vicaire général Pierre de Longueil est élu doyen du chapitre d'Auxerre. Il adresse donc le 9 septembre une commission à l'abbé de Saint-Marien pour que ce dernier reçoive en son nom le serment de fidélité du nouveau doyen.

#### Actes dans le diocèse
Varzy
Il aime séjourner au château épiscopal de Varzy et affectionne particulièrement l'église Sainte-Eugénie de Varzy, où il fonde une chapelle dédiée à deux célèbres dominicains : saint Pierre martyr et saint Thomas d'Aquin ; il s'y fait représenter lui-même à genoux et portant l'habit dominicain. Il dédie l'église Sainte-Eugénie de Varzy le premier dimanche de l'Avent 1438. En 1443 il affranchit les serfs de la seigneurie d'Hodan près de Varzy.
Fondation de la Confrérie des Trépassés d'Auxerre par les dominicains
En 1440 il assiste au chapitre provincial des dominicains - ordre dont il est issu - qui se tient à Auxerre. Et en 1443 il approuve la fondation par ce même ordre de la Confrérie des Trépassés, accorde des indulgences ordinaires à tous ceux qui s'y enrôlent et ordonne de bien recevoir les dominicains d'Auxerre qui prêchent pour la nouvelle Confrérie,.
Toucy
Le 9 mars 1443 il accorde pour l'église Notre-Dame de Toucy, qui a besoin d'être rebâtie, des indulgences à ceux qui contribuent financièrement à cette restauration.
Marcy
Un 25 août, probablement en 1445, il fait la dédicace de l'église du prieuré conventuel de Sainte-Geneviève de Marcy (ordre du Val des Écoliers). Comme il s'est recommandé au petit groupe de religieux qui y vit, cette communauté décide le 14 octobre suivant de chanter pour lui une messe du Saint-Esprit chaque année le lendemain de la Saint-Laurent, tant qu'il vivrait.
Bethléem-lès-Cosne
Le diocèse de Bethléem s'est installé à l'hôpital de Panthénor près de Cosne après la perte des royaumes d'Orient. Ce diocèse un peu particulier est constitué d'une très petite enclave dans le diocèse d'Auxerre et ne régit aucun  paroissien. Ill a cependant une église, qui est détruite lors de guerres contemporaines à notre évêque. Son évêque Arnoul entreprend de la faire rebâtir et reçoit de l'aide de Laurent Pinon sur ce point : le 4 septembre 1445 Pinon, qui est à Varzy, y autorise sur son diocèse d'Auxerre la quête avec croix et reliquaire, et il accorde des indulgences aux donateurs. Noter que sans cette autorisation l'évêque de Bethléem serait bien en peine de quêter puisqu'il ne gouverne que quelques bâtiments et n'a de fait aucune autorité dès qu'il sort de sa cour de maison.
Gien
Il visite son diocèse en 1446 et 1447, et dresse un règlement pour les chanoines de Saint-Étienne de Gien.
Prieuré de La Charité
En 1448 il y fait l'ordination de quelques moines acolytes, à l'autel matutinal du prieuré. Le sous-prieur officiant alors est Pierre le Duc, également vicaire général du prieur ; Le Duc demande à l'évêque une déclaration, faite le 27 janvier 1448, selon laquelle ces ordinations se font avec l'accord de la communauté religieuse.

### Décès
Il semble qu'il soit mort en mai 1448, sans certitude. Le lieu de sa sépulture est de même incertain : Saint-Étienne ou la maison dominicaine d'Auxerre.

## Armoiries
Trois pommes de pin dans un champ d'azur.
Elles étaient encore visibles du temps de Lebeuf (XVIIIe s.) sur le manteau d'une ancienne cheminée de la salle basse de l'évêché d'Auxerre.